# Дамназ
Дамназ (Замнакс) I (*груз. დამნაზე; грец. Δαμνάζης; д/н — бл. 521) — цар Лазики близько 486—521 років.

## Життєпис
Ймовірно молодший син царя Губаза I. Посів трон після свого старшого брата, ім'я якого дискусійне. Ймовірно за його попередника або вже за часів Дамназа царство Лазика стало васалом Сасанідської Персії. Сам сповідував зороастризм та активно його впроваджував в країні. При цьому частина населення вже сповідувало християнство. За підтримки персів зумів відновити владу на півночі — в Абазгії, Апсілії та Санігії.
Йому спадкував син Цате I.